# Time Force Power Rangers
De Time Force Power Rangers zijn fictieve personages uit de televisieserie Power Rangers. Ze waren de hoofdpersonen uit de serie Power Rangers: Time Force, en hadden een gastoptreden in Power Rangers: Wild Force.
De rangers waren op twee na allemaal agenten uit het jaar 3000, teruggereisd in de tijd om de crimineel Ransik te arresteren. Ze gebruiken speciale Chrono Morphers, die zijn afgesteld op het DNA van de eerste gebruiker, om te veranderen.

## Wesley Collins
Wesley “Wes” Collins, gespeeld door Jason Faunt, is de Rode Time Force Ranger (formeel de tweede). Hij kwam niet uit het jaar 3000 maar gewoon uit 2001.
Wes komt uit een rijke familie. Zijn vader was eigenaar van vrijwel alle grote bedrijven in de stad Silver Hills. Wes werd door zijn vader (in de serie alleen bekend als Mr. Collins) naar veel rijke scholen gestuurd, maar hield er desondanks zijn eigen ontspannen levenswijze op na.
Toen Ransik en de Time Force Rangers vanuit de toekomst in 2001 arriveerden, redde Wes Jen van een cyclobotsaanval. Hierna gaf ze hem de rode Chrono morpher omdat hij, als voorouder van Alex, vermoedelijk de enige was met hetzelfde DNA patroon als Alex en dus de enige die deze Morpher kon gebruiken. In eerste instantie wilde Jen dat Wes slechts eenmaal de Rode Ranger zou worden omdat de overige Chrono Morphers pas konden worden gebruikt als iemand eerst de Rode gebruikte. Op aandringen van de andere Rangers mocht Wes zijn Morpher toch houden.
Wes leerde de Rangers om zich aan te passen aan het leven in de 21e eeuw. Hij voorzag hen van een hoofdkwartier en hedendaagse kleding. Na een onenigheid met zijn vader vertrok hij uit huis en trok in bij de Rangers.
In zijn periode als Ranger ontwikkelde Wes een discipline die zelfs zijn vader hem nooit aan kon leren. Ook kreeg hij een relatie met Jen. Dit werd pas echt duidelijk toen Alex ook naar 2001 kwam om zijn positie als Rode Ranger terug te eisen. Rond dezelfde tijd raakte Wes’ vader zwaargewond en moest Wes zijn taken overnemen. Toen een van zijn vaders werknemers bekendmaakte dat Mr. Collins trots was op Wes omdat hij zijn eigen weg koos. Wes, met hulp van de andere Rangers, wist zijn Chrono Morpher terug te krijgen.
Toen Ransik was gearresteerd en de andere Rangers weer naar de toekomst vertrokken, bleef Wes in 2001. Wel bezat hij nog altijd de Chrono Morpher. Samen met Eric werd hij leider van zijn vaders politieteam de Silver Guardians.
Een jaar later hielp Wes samen met de andere Time Force Rangers de Wild Force Power Rangers in hun strijd met de Mut-Orgs. Datzelfde jaar werkten hij en negen andere Rode Rangers ook samen om de laatste generaals van het Machine Keizerrijk te verslaan.

## Jen Scotts
Jen Scotts is de Roze Time Force Ranger en leider van het team. In het jaar 3000 was ze een politieagent en had een relatie met Alex, de rode Time Force Ranger. De twee planden zelfs hun huwelijk toen, mede door Jens’ toedoen, de crimineel Ransik ontsnapte. In zijn ontsnapping doodde Ransik Alex. Met zijn laatste adem gaf hij Jen zijn Chrono Morpher en informeerde haar over nog vier andere morphers. Hiermee reisden zij en haar team terug naar het jaar 2001.
In 2001 werden ze al snel geholpen door Wes Collins, een voorouder van Alex. Jen zag enkel het verschil tussen hem en Alex en vond het niks dat Wes in het team zat. Het kostte wat tijd voordat ze aan de 21e eeuw gewend was.
In de loop der tijd kreeg Jen steeds meer gevoelens voor Wes. Toen Alex op mysterieuze wijze terugkeerde en zijn positie als rode ranger weer opeiste, was Jen het die hem overtuigde dat Wes een betere leider was.
Toen Ransik was gearresteerd reisde Jen weer terug naar het jaar 3000 omdat ze wist dat ze niet in 2001 kon blijven. Toch keerde ze een jaar later weer naar 2001 terug om Wes en de Wild Force Power Rangers te helpen in hun gevecht met de Mut-Orgs.
Jen werd gespeeld door Erin Cahill. Ze was de tweede vrouwelijke leider van een Power Rangers team. De eerste was Delphine. Tevens was ze de eerste Roze Ranger die niet meteen een opvolger had. De volgende Roze Ranger, Sydney Drew, kwam pas vier seizoenen later in Power Rangers: S.P.D..

## Lucas Kendall
Lucas Kendall, gespeeld door Michael Copon, is de Blauwe Time Force Ranger. Hij is geobsedeerd door twee dingen: uiterlijk en auto’s. In het jaar 3000 was hij een racekampioen. In 2001 is hij een soort “grote broer” voor Trip. Lucas komt altijd cool over en is daarmee het type waar iedereen jaloers op is (vooral Trip). Lucas is tevens populair bij de vrouwen. Zelfs Nadira ging een keer met hem uit.

## Trip
Trip, gespeeld door Kevin Kleinberg, is de Groene Time Force Ranger. Trip komt niet alleen uit de toekomst, hij is ook nog een alien. Zijn thuisplaneet is Xybria. Net als alle Xybiranen heeft Trip een steen in zijn voorhoofd waarmee hij gedachten kan lezen, locaties bepalen en soms in de toekomst kijken. Maar behalve deze steen en het feit dat hij groen haar heeft ziet Trip er uit als een mens.
Trip is het naïeve lid van het team aangezien zijn gemeenschap geen geheimen kent. Daardoor vat hij opmerkingen soms te letterlijk op wat negatieve gevolgen heeft. Trip is tevens te technologie expert van het team.
Trip was er gedeeltelijk verantwoordelijk voor dat Nadira zich bekeerde. Hij dwong haar een vrouw die op het punt stond te bevallen te helpen, en het aanzicht van de pasgeborene maakte dat Nadira twijfels kreeg over haar haat tegen mensen.

## Katie Walker
Katie Walker, gespeeld door Deborah Estelle Phillips, is de Gele Time Force Ranger. Ze is onnatuurlijk sterk, vermoedelijk als gevolg van de genetische modificatie die bijna alle baby’s in het jaar 3000 ondergaan. Ze uit altijd haar emoties en is daarmee te tegenpool van Jen.
Haar tegenhanger uit de Super Sentai serie Mirai Sentai Timeranger, waar Power Rangers: Time Force op gebaseerd is, was een mannelijke professionele vechter. Hierdoor lijkt Katie in sommige gevechtsscènes opeens een stuk groter en gespierder.

## Eric Myers
Eric Myers, gespeeld door Daniel Southworth, is de Quantum Ranger. Hij is naast Wes de enige andere Time Force Ranger die niet uit het jaar 3000 komt.
Eric is een oude klasgenoot van Wes. Hij werd voor het eerst gezien toen hij lid werd van de "Silver Guardians", een speciaal politieteam opgericht door Mr. Collins. Eric was al direct vanaf het begin een bloedserieus individu, precies het type persoon dat Wes ook zou moeten zijn volgens Mr. Collins.
Eric kwam in tegenstelling tot Wes uit een onderklasse gezin. Hij werd daarom op school vaak genegeerd door zijn studiegenoten, wat hem verbitterde. Wes was eigenlijk de enige die niet op Eric’s afkomst lette en geregeld probeerde vrienden met hem te worden. Toen Eric ontdekte dat Wes een Time Force Ranger was, was hij ervan overtuigd dat Wes dit wederom te danken had aan zijn fortuin. Daarom was hij erop gebrand ook een Ranger te worden. Dit gebeurde toen hij de door Time Force verloren Quantum Morpher vond en de Quantum Ranger werd.
Eric gebruikte zijn rangerstatus om de leider van de Silver Guardians te worden. Ook wist hij de Q-Rec zord te bemachtigen. Hoewel Eric net als de Rangers tegen Ransik en zijn mutantenbende vocht, sloot hij zich niet bij de andere Rangers aan. Hiermee werd hij een soort antiheld.
Uiteindelijk stelde Eric zich meer open en accepteerde eindelijk dat Wes zich inderdaad niet superieur achtte omdat hij toevallig rijk was. In de finale van de serie werd hij neergeschoten door een Cyclobot en gaf zijn Morpher aan Wes zodat die de Q-Rex kon commanderen.
Aan het eind van Power Rangers: Time Force werden Eric en Wesley co-leiders van de Silver Guardians. Beide keerden weer terug in Power Rangers: Wild Force om te helpen in het gevecht met de Mut-orgs.
Ook waren beide aanwezig bij het gevecht tegen het Machine Keizerrijk in de aflevering Forever Red. Hiermee was Eric de enige zesde ranger die voorkwam in deze aflevering. De reden dat hij bij de andere Rode Rangers was, was vermoedelijk omdat zijn kostuum ook rood was gekleurd. Een andere mogelijkheid was dat Saban Entertainment 10 rangers wilde omdat de aflevering speciaal gemaakt werd om het 10-jarig bestaan te vieren.
Eric is in de veronderstelling dat zijn Rangerkrachtenen arsenaal superieur zijn aan die van de andere Rangers. Dit kan veroorzaakt worden door het feit dat zijn zord, de Q-Rex, niet kan combineren met andere Zords. In de aflevering Forever Red maakte hij zelfs bekend dat zijn Q-Rex gemakkelijk Tommy's Dragonzord zou kunnen verslaan.
Oorspronkelijk zou Eric in de finale van Time Force omkomen, net als zijn Super Sentai tegenhanger Naoto Takizawa/TimeFire.

## Alex
Alex is de voormalige Rode Time Force Ranger en Jen’s voormalige verloofde. Hij is een nakomeling van Wesley Collins. Hij werd aanvankelijk gedood door Ransik in de eerste aflevering, maar kwam later naar het jaar 2001 nadat naar zijn zeggen “de tijdlijn was veranderd”. Hij nam in 2001 zijn Rangerkrachten terug en verving Wes weer als teamleider.
Alex deed alles volgens het boekje en stond geen andere methode dan de zijne toe. Wes kon het team inspireren en was opener tegen de anderen. Daarom vroegen/eisten de andere Rangers dat Wes weer teamleider zou worden.
Voordat hij naar 2001 kwam hielp Alex de Ranger al een paar keer van achter de schermen. Hij was het die de Time Shadow naar het verleden stuurde, en hield “het verleden” sterk in de gaten.
Alex werd net als Wes gespeeld door Jason Faunt.